# آنا مندیتا
آنا مندیتا (به انگلیسی: Ana Mendieta) (زادۀ ۱۸ نوامبر ۱۹۴۸ میلادی – درگذشتۀ ۸ سپتامبر ۱۹۸۵ میلادی) هنرمند اجرا، نقاش، مجسمه‌ساز و ویدئو آرتیست کوبایی-آمریکایی بود که به خاطر آثار هنری «بدنی-زمینی» (Earth-Bbody) معروف است. عناصر چهارگانه طبیعت، فمینیسم ، خشونت، زندگی و تعلق، بن‌مایهٔ آثار مندیتا را تشکیل می‌دهد. او به خاطر فعالیتهای هنری‌اش برنده جوایزی همچون کمک‌هزینه گوگنهایم و جایزه بزرگ رم شد. از آثارش می‌توان به بی‌عنوان (صحنه تجاوز) اشاره کرد.
آنا مندیتا سال ۱۹۸۵ با سقوط از طبقه ۳۴ آپارتمانی در دهکده گرینویچ کشته شد.